# エドワード・D・ホック
エドワード・デンティンジャー・ホック（Edward Dentinger Hoch、1930年2月22日 - 2008年1月17日）はアメリカのミステリー作家。多作家で、数多くの短編推理小説を書いたことで知られる。長編は数冊のみ。ニューヨーク州ロチェスターの生まれ。

## 作品の特徴
ホックは古典的推理小説の名人で、サスペンスやアクションより謎と推理を重視する。『エラリー・クイーンズ・ミステリ・マガジン（以下：EQMM ）』は、そのような彼のことを「古典的犯人当てミステリーの王様」 (The King of the Classical Whodunit) と呼ぶ。ホックの書く話は緻密に構築されたパズルのようで、物理的・心理的な手掛かりを注意深く公平に提示してみせる。特に“不可能犯罪もの”が好きで、ジョン・ディクスン・カー等によって広められた“密室もの”については、いくつものバリエーションを発明した（不可能犯罪ものとは、“どう見ても犯罪を成し遂げることが不可能に見える”という状況を扱う推理小説のこと。殺人事件が多い）。例えば、『有蓋橋の謎』では、一人きりで有蓋橋に入っていった男が消え失せ、死体となって別の場所で発見される。

## 執筆活動
ホックの執筆活動は1950年代に始まった。1955年に最初の作品を『フェイマス・ディテクティヴ・ストーリーズ』に発表し、続けて『セイント・ミステリ・マガジン』に作品を発表し始めた。1962年1月には『アルフレッド・ヒッチコック・ミステリ・マガジン』にも発表するようになった。1962年12月には『EQMM』に初めて作品を発表した。その年以降、全作品数の約半数にあたる450編以上を『EQMM』に発表することになる。1973年5月からは『EQMM』に毎月ホックの作品が掲載されるようになった。2004年5月で31年を迎えたが、一回も欠けることなく掲載され続けていた。
ホックは、スティーヴン・デンティンジャー、R・L・スティーヴンズ、パット・マクマーン、アンソニー・サーカス、ミスターXといった別名を使って、雑誌に作品を発表することがある。そういうときには、同時に同じ雑誌にホック名義でも作品を発表していることが多い。
2001年にアメリカ探偵作家クラブ 巨匠賞を受賞した。短編主体の作家が受賞したのは初めてである。

## 日本での状況
日本では、1960年代にミステリー雑誌に登場し始める。1976年に日本での初めての単行本が出版され、1983年までに10冊ほどの単行本が出版された。それから10年以上にわたってホック単独の単行本は出版されなかったが、1999年から再び短編集が出版されるようになった。ホックの作品は、早川書房の『ミステリ・マガジン』や、光文社の『EQ』（1999年に休刊）および『ジャーロ』などの雑誌に頻繁に掲載される。海外ミステリーのアンソロジーにもよく収録される。
日本を舞台にした作品をいくつか書いており、2003年に出版された阪神タイガースをテーマにしたミステリー・アンソロジー『新本格猛虎会の冒険』 (ISBN 4488023762) に唯一の外国人として作品を寄稿した。
ホックの名前は“ホック”と表記されることがほとんどだが、稀に“ホウク”と表記される。Wikipedia 英語版では、発音はhokeだと説明されている。

## シリーズ
ホックの作品には非常にたくさんのシリーズ・キャラクターが登場する。シリーズは全部で20以上、『EQMM』だけをとってみても1ダース以上のシリーズを発表している。レオポルド警部シリーズは100話を越える。

### ニック・ヴェルヴェット
ニック・ヴェルヴェット (Nick Velvet) はプロの雇われ泥棒である。一定の料金さえ支払われれば、あまり価値のなさそうな、他のプロが手を出さないような物に限り何でも盗む。初登場は1966年の『EQMM』。盗んだものを挙げると、古いクモの巣や、古い新聞、使用済みのティーバッグなどがある。料金は始めは2万ドルだったが、長年一緒にいる恋人グロリアに言われて1980年に2万5千ドルに上げた（この2人は、1965年にニックがグロリアの住むニューヨークのアパートに盗みに入ったときに出会った）。21世紀になって料金は3万ドルに上がった。多くの架空の泥棒と違い、ニックは一人で仕事をすることが多い。実際、1979年までは、グロリアはニックが泥棒だと気付かず、アメリカ政府のために働いているのだと思っていた。後にライバルの女怪盗サンドラ・パリスが登場する。
ニック・シリーズのストーリーは、どのように盗むのか、そして、依頼人はなぜ価値のなさそうなものに2万ドルも払うのか、という2つの部分が合わさっている。ニックは盗む物の価値に興味がなさそうに見えるが、たいていは状況が変わって依頼人の真の動機を探ることになり、探偵のような活動もする。ニック・シリーズはユーモアのある軽快なトーンのものが多く、レスリー・チャータリスの「サイモン・テンプラー」シリーズの初期を思わせる。ニックの仕事には不法行為が付き物だが、探偵活動の成果を刑事に提供するのと引き換えに、何度も見逃してもらっている。
1973年5月から『EQMM』に毎月作品を掲載するようになったが、その第1回はニック・シリーズの『ポスターを盗め』であった。1998年1月の『12月のブックショップ』では、ニューヨーク市に実在するミステリー専門書店と、その店のオーナーであるオットー・ペンズラー（エドガー賞の受賞経験がある出版者・編集者）を登場させた。1998年5月の『グロリアの赤いコート』ではニックとグロリアの出会いをグロリアの一人称で描いた（他のすべてのニック・シリーズ及び多くのホック作品は三人称で語られる）。

### レオポルド警部
レオポルド警部 (Captain Leopold) は刑事で、コネチカット州の名もない街の警察の凶悪犯罪班のリーダー。レオポルト警部はホックが最もよく使うキャラクターである。同僚にフレッチャー警部補とコニー・トレント巡査部長がいる。レオポルド・シリーズは表面的には警察もので、犯罪を調査する警官たちのやり取りが描かれるが、犯罪そのものが一風変わっていて、プロットと手掛かりの与え方にホックの手腕が発揮されている。警察の活動よりも、レオポルドと仲間の推理力によって結末を迎えることが多い。時々、不可能犯罪や密室が扱われる。
レオポルド・シリーズを見れば、ホックのシリーズ物の魅力のひとつがよく分かる。キャラクターが現実の時の進みに合わせて年をとり、変化していくのである。シリーズが進むなかで、レオポルドは離婚し、再婚し、引退し、仕事に復帰し、再び引退する。フレッチャー警部補はレオポルドに代わって警部に昇進し、コニー・トレントは警部補に昇進する。フレッチャーとトレントに焦点を合わせ、レオポルドは人望厚い相談役としてのみ登場する話も書かれるようになった。
レオポルドは補助的なキャラクターとして1957年に初登場した。1991年3月の『レオポルド警部のバッジを盗め』ではニック・ヴェルヴェットと共演した。ほとんどのレオポルド・シリーズは『EQMM』で発表されたが、『アルフレッド・ヒッチコック・ミステリ・マガジン』でもたくさん発表されている。

### サム・ホーソーン医師
サム・ホーソーン医師 (Dr. Sam Hawthorne) は引退した一般開業医で、不可能犯罪のスペシャリストである。このシリーズは、若き日のサムが小さな町で開業医をしていた1920年代から1940年代の頃の回想として語られる。医学校を出たばかりのサム・ホーソーンはニューイングランドの架空の田舎町ノースモントに、静かに暮らそうと思って引っ越してきたが、彼の行くところ必ず誰かが不可解な死に方をする。
初登場したのは1974年。このシリーズは歴史的な事柄を丁寧に調査して書かれており、サムの自動車や、当時の医療、政治、服装などに活かされている。サムは陽気な人間で、ユーモアを交えて話をする。しかし、彼の一人称で語られることで、調査中の殺人事件へのサムの悲嘆と遺族への同情を、読者は間近で見ることになる。ほとんどの話が一つの田舎町を舞台にしているので、端役の人物が再登場することが普通よりも多い。
シリーズ初期には、変わった趣向があった。各話の終わりに次の話の中心となるパズルのヒントが語られ、そして、次の話は前回のヒントを受けて始められるのだ。このような趣向は、アンソロジーなら各話のつながりを良くするために使われることがあるが、一話完結のシリーズ物で雑誌掲載時に初めからこのような趣向がこらされるのは珍しい。シリーズが中盤を経ると作者の執筆ペースが年3作から2作になり、半年毎に書く事件のトリックをその前作の執筆中から考えておかなければならなくなるため、この趣向は消えている。

### サイモン・アーク
サイモン・アーク (Simon Ark) はホックのデビュー作の主人公である。2000歳に近いコプト教徒で、悪（はっきり言うとサタン）を探して世界中を旅している、と自称している。超常現象によって引き起こされたような事件が発生するが、最後には必ず、超常現象ではなかったことが判明する。

### その他
ベン・スノウ
ベン・スノウ (Ben Snow) は早撃ちのガンマンである。このシリーズは20世紀の変わり目のアメリカ旧西部を舞台にしている。サム・ホーソーン医師シリーズのように、歴史的な事柄を丁寧に調査して書かれており、ブッチ・キャッシディのような実在の歴史的人物が時々登場する。このシリーズは1961年に『セイント・ミステリ・マガジン』で初登場し、『EQMM』で続いている。
ジェフリー・ランド
ジェフリー・ランド (Jeffery Rand) は暗号解読の専門家で、イギリス諜報部極秘部門秘密伝達局の局長である。このシリーズは、世界中のエキゾチックな場所を舞台にして、秘密のメッセージや暗号を扱うことが多い。
コンピューター検察局
コンピューター検察局のカール・クレイダーとアール・ジャジーンが活躍する。21世紀のコンピューター社会を舞台にしたSFミステリー。このシリーズのうち3編は長編として発表された。
バーニイ・ハメット
バーニイ・ハメット (Barney Hamet) はミステリー作家で、彼がミステリー小説の集会に参加すると、実際にミステリーに遭遇してしまう。ハメットはホックが1969年に発表した処女長編『大鴉殺人事件』で初登場する。ＥＱ掲載の短編では「バーニー」表記もあり。
インターポール
インターポール（国際刑事警察機構）の2人の捜査官セバスチャン・ブルーとローラ・シャルムがヨーロッパの国際犯罪を捜査する。このシリーズは1970年代と1980年代に書かれたが、それ以降は書かれていない。
サー・ギデオン・パロ
サー・ギデオン・パロ (Sir Gideon Parrot) は、アガサ・クリスティのエルキュール・ポアロやジョン・ディクスン・カーのギデオン・フェルといったミステリー黄金期の有名探偵への、ユーモアの込められた賛辞である。ストーリーは、使われ過ぎて陳腐になってしまった古典的手法の、上品なパロディになっている。
スーザン・ホルト
スーザン・ホルト (Susan Holt) はデパート・チェーンのプロモーション担当で、出張先の各地で事件に遭遇する。
ミハイ・ブラド
ミハイ・ブラド (Michael Vlado) はルーマニアに定住しているロマの部族（ジプシー）のリーダーである。首長からすべての権限を譲渡されたので、村の争いを裁く役目と、抑圧的な共産体制下でしかも反ロマ感情が強い外部社会との折衝役としての役割がある。
アレグザンダー・スウィフト
アレグザンダー・スウィフト (Alexander Swift) は、アメリカ独立戦争時のジョージ・ワシントン将軍直属のスパイである。ストーリーはシリーズ物というより、続き物に近い構成である。ベネディクト・アーノルド将軍が指揮するウェストポイント（陸軍士官学校）の砦には裏切り者がいてイギリス軍に内通している、という噂を調査していたスウィフトはどんどん深みに入っていく。

## 長編リスト
| 邦題                       | 原題                       | 刊行年 | 刊行年 | 出版社     | 訳者       | ISBN                   | 備考                                                                     |
| -------------------------- | -------------------------- | ------ | ------ | ---------- | ---------- | ---------------------- | ------------------------------------------------------------------------ |
| 大鴉殺人事件               | The Shattered Raven        | 1969年 | 1972年 | 早川書房   | 山本俊子   | ISBN 4-15-001186-9     | 探偵役のバーニー・ハメットは短編「バウチャーコン殺人事件」などにも登場。 |
| コンピューター検察局       | The Transvection Machine   | 1971年 | 1974年 | 早川書房   | 風見潤     | ISBN 4-15-073501-8     |                                                                          |
| コンピューター404の殺人    | The Fellowship of the HAND | 1972年 | 1980年 | 早川書房   | 皆藤幸蔵   | ISBN 4-15-073502-6     |                                                                          |
| フランケンシュタインの工場 | The Frankenstein Factory   | 1975年 | 2023年 | 国書刊行会 | 宮澤洋司   | ISBN 978-4-336-07409-6 | コンピュータ検察局シリーズ第3作                                          |
| 青の殺人                   | The Blue Movie Murders     | 1972年 | 2000年 | 原書房     | 門野集     | ISBN 4-562-03284-7     | エラリー・クイーン名義。探偵役はトラブルシューターでダネイ監修。         |
| エアロビクス殺人事件       | Prize Meets Murder         | 1985年 | 1985年 | 早川書房   | 山本やよい | ISBN 4-15-075501-9     | R・T・エドワーズ名義 オットー・ペンズラーとの共作                        |

## 短編集リスト

### 本国オリジナル
- 1992年 The Night, My Friend　『夜はわが友』 2001年、東京創元社 ISBN 978-4-488-20103-6 （さまざまな短編を収録）
- 2001年 The Night People　『夜の冒険』 2010年、早川書房 ISBN 978-4-15-178258-9（ノンシリーズ短編20編を収録）
- 2008年 The Sherlock Holmes Stories of Edward D. Hoch　『エドワード・Ｄ・ホックのシャーロック・ホームズ・ストーリーズ』 2012年、原書房 ISBN 978-4-562-04846-5 （ゲアリ・ラヴィシ編によるホックのホームズ・パロディ及びパスティーシュ作品集）
- 2016年  The Future is Ours, The Science Fiction Stories of Edward D. Hoch（Steven Steinbock編によるホックのSF作品集）

### 日本で独自に編纂された短編集
下記の他、さまざまなアンソロジーにホックの作品が収録されている。
- 怪盗ニック登場 1976年 ISBN 978-4-15-001256-4 （2003年に文庫化 ISBN 978-4-15-073503-6）
- 怪盗ニックを盗め 1979年 ISBN 978-4-15-001342-4 （2003年に文庫化 ISBN 978-4-15-073504-3）
- 怪盗ニックの事件簿 1983年 ISBN 978-4-15-001411-7 （2003年に文庫化 ISBN 978-4-15-073505-0）
- 怪盗ニック対女盗賊サンドラ 2004年 ISBN 978-4-15-073506-7
- 怪盗ニック全仕事〈1〉 2014年 ISBN 978-4-488-20114-2 （全短編を発表順に収録した文庫版全集）
- 怪盗ニック全仕事〈2〉 2015年 ISBN 978-4-488-20115-9
- 怪盗ニック全仕事〈3〉 2016年 ISBN 978-4-488-20116-6
- 怪盗ニック全仕事〈4〉 2017年 ISBN 978-4-488-20117-3
- 怪盗ニック全仕事〈5〉 2018年 ISBN 978-4-488-20118-0
- 怪盗ニック全仕事〈6〉 2019年 ISBN 978-4-488-20119-7
- サム・ホーソーンの事件簿 I 2000年 ISBN 978-4-488-20102-9
- サム・ホーソーンの事件簿 II 2002年 ISBN 978-4-488-20104-3
- サム・ホーソーンの事件簿 III 2004年 ISBN 978-4-488-20105-0
- サム・ホーソーンの事件簿 IV 2006年 ISBN 978-4-488-20106-7
- サム・ホーソーンの事件簿 V 2007年 ISBN 978-4-488-20107-4
- サム・ホーソーンの事件簿 VI 2009年 ISBN 978-4-488-20109-8
- サイモン・アークの事件簿 I 2008年 ISBN 978-4-488-20108-1
- サイモン・アークの事件簿 II 2010年 ISBN 978-4-488-20110-4
- サイモン・アークの事件簿 III 2011年 ISBN 978-4-488-20111-1
- サイモン・アークの事件簿 IV 2012年 ISBN 978-4-488-20112-8
- サイモン・アークの事件簿 V 2014年 ISBN 978-4-488-20113-5
- こちら殺人課! ―レオポルド警部の事件簿 1981年 ISBN 978-4-06-137257-3 （レオポルド・シリーズの短編集）
- ホックと13人の仲間たち 1978年 ISBN 978-4-15-001298-4 （13個のシリーズから1話ずつ収録）
- 密室への招待 1981年 ISBN 978-4-15-001378-3 （ホックの作品から密室ものだけを選んで収録）
- 革服の男 1999年 ISBN 978-4-334-76112-7 （さまざまな短編を収録）
- 夜はわが友　2001年　ISBN　978-4-488-20103-2　（アンソロジー短編集）
- 夜の冒険　2010年　ISBN 978-4-15-178258-9　（アンソロジー短編集）

## その他中短編
- 1971年 The Will-O-the-Wisp Mystery「狐火殺人事件」 - 覆面作家ミスターＸ名義[2]の連作。
- 1975年 The Reindeer Clue「トナカイの手がかり」 - エラリー・クイーン名義。フレデリック・ダネイ監修のエラリー・クイーンもの。
- 1979年 Stairway to Nowhere「行き止まりの階段」 -  ジョゼフ・カミングズ Joseph Commings との合作。バナー上院議員(Senator Brooks Banner)もの。
- 1991年 Dracula 1944「一九四四年のドラキュラ」 -  ミステリではなくSFホラー。
- 1992年 The Detective's Wife「刑事の妻」 - ミステリと普通小説のクロスオーバー作品。探偵役は真相にたどり着くが、事件を解決しない。
- 1995年 The Killdeer Chronicles「キルディア物語」 - 意外な人物を犯人にした趣向の連作集。

## 年刊ミステリ傑作選
年刊ミステリ傑作選は、一年間に発表された短編推理小説から優れたものを選んで収録したアンソロジーである。アメリカ探偵作家クラブが創設された1945年の翌年、1946年から毎年出版されている。ホックは1976年から1995年まで編纂者を務めた。日本では1976年版から1978年版までが出版された。
- 風味豊かな犯罪―年刊ミステリ傑作選'76 1980年 ISBN 978-4-488-20001-5
- 今月のペテン師―年刊ミステリ傑作選'77 1980年 ISBN 978-4-488-20002-2
- 最後のチャンス―年刊ミステリ傑作選'78 1982年 ISBN 978-4-488-20003-9

## 編集したアンソロジー
- 『現代アメリカ推理小説傑作選02』立風書房 1981年　 Dear Dead Days (1972)
- 『密室大集合 アメリカ探偵作家クラブ傑作選7』ハヤカワ文庫 1984  All but Impossible! (1981)

## 受賞歴
- 1968年 エドガー賞 短編部門：「長方形の部屋」（『セイント・ミステリ・マガジン』1967年7月）
- 1998年 アンソニー賞：「マダガスカルの殺意」（『エラリー・クイーンズ・ミステリ・マガジン』1997年11月
- 2001年 アンソニー賞：「消えた南京錠の鍵」（『エラリー・クイーンズ・ミステリ・マガジン』2000年7月）
- 2000年 アメリカ私立探偵作家クラブ 功労賞
- 2001年 アメリカ探偵作家クラブ 巨匠賞
- 2001年 バウチャーコン 功労賞